# Pseudarmadillo dollfusi
Pseudarmadillo dollfusi är en kräftdjursart som beskrevs av Richardson 1905. Pseudarmadillo dollfusi ingår i släktet Pseudarmadillo och familjen Delatorreidae. Inga underarter finns listade i Catalogue of Life.